# Джордж Мітчелл (ватерполіст)
Джордж Мітчелл (англ. George Mitchell, 23 квітня 1901 — 3 листопада 1988) — американський ватерполіст.
Бронзовий призер Олімпійських Ігор 1924 року, учасник 1928 року.